# Phangjo állomás
Phangjo (Pangyo) állomás a szöuli metró Sinbundang és Kjonggang (Gyeonggang) vonalának állomása; Szongnam (Seongnam) városában, Kjonggi (Gyeonggi) tartományban található. Közel van hozzá a Hyundai Bevásárlóközpont.

## Viszonylatok
| Sinbundang vonal                                    | Sinbundang vonal | Sinbundang vonal                             |
| --------------------------------------------------- | ---------------- | -------------------------------------------- |
| Cshonggjeszan (Cheonggyesan) Kangnam (Gangnam) felé | Sinbundang vonal | Csongdzsa (Jeongja) Kvanggjo (Gwanggyo) felé |
| Kjonggang vonal                                     |                  |                                              |
| végállomás                                          | fő vonal         | Ime (Imae) Jodzsu (Yeoju) felé               |